# 羊毛战记
《羊毛記》（英語：Silo）是由美国作家休·豪伊写的一套科幻中篇小说與反烏托邦小說。（亦有单行本发行）。该系列作品的的电影版权已被二十世纪福克斯公司购得，导演雷德利·斯科特和斯蒂文·澤裏安表示有将此系列改编为电影的意向。之後改推出為Apple TV+電視劇《末日地堡》。

## 写作背景
休·豪伊自2011年起创作该系列，一开始他把《羊毛战记》作为独立的短篇故事来写，并将其发布在 Kindle Direct Publishing 平台上。在该系列获得了一定的人气之后，他开始进行更多的创作。休·豪伊自2012年起开始售卖国际版权，电影改编权则由二十世纪福克斯公司获得。
休·豪伊和西蒙与舒斯特签订了大约五十万美元的协议，出售《羊毛战记》系列书籍在美国和加拿大的印刷版权。休·豪伊依然保有在线发布《羊毛战记》后续作品的权利。

## 情节
世界已經毀滅剩下滾滾黃沙，僅存的人們只能從名為地堡的避難所的監視器中確認地面的情況。
地堡中的首長詹絲因為年邁開始與同樣年老的保安官做最後一次地堡巡視，並且去探望屬意的接班人茱麗葉，而茱麗葉同意接下保安官一職。
茱麗葉開始以保安官身分工作後，開始調查不久前的謀殺案，意外揭露出地堡的重重內幕......

## 书目列表
1. Wool （2011年7月30日）
2. Wool: Proper Gauge （2011年11月30日）
3. Wool: Casting Off （2011年12月11日）
4. Wool: The Unraveling （2011年12月26日）
5. Wool: The Stranded （2012年1月25日）
6. First Shift — Legacy （2012年4月14日）
7. Second Shift — Order （2012年11月12日）
8. Third Shift — Pact （2012年1月24日）
9. Dust （2013年8月17日）

- Wool Omnibus （2012年，包含 1-5 册）
- Shift Omnibus （2013年，包含 6-8 册）

## 引用来源
1. ↑  . CNN. September 7, 2012  [September 8, 2012]. （原始内容存档于2021-03-14）.
2. ↑  Deahl, Rachel. . Publishers Weekly.   [30 September 2012]. （原始内容存档于2012-09-07）.
3. ↑  Sutter, John. . ABC News.   [30 September 2012]. （原始内容存档于2012年9月16日）.
4. ↑  Boog, Jason. . GalleyCat.   [30 September 2012]. （原始内容存档于2012年9月17日）.
5. ↑  Wecks, Erik. . Wired.   [30 September 2012]. （原始内容存档于2013-11-16）.
6. ↑  Wecks, Erik. . Wired.   [30 September 2012]. （原始内容存档于2012-10-11）.
7. ↑  Alter, Alexandra. . Online.wsj.com.   [2013-03-08]. （原始内容存档于2013-10-03）.